# 中国国民自由党
中国国民自由党是中华民国的政党，1946年1月在重庆由中国自由党改组成立，同年迁至南京。中国国民自由党主张以三民主义、国父遗教、蒋介石言论为原则，保持党的独立性。林东海任中央委员会主席。1947年与洪门民治党和民生共进党组成中间党联盟。